# Isachne angustifolia
Isachne angustifolia är en gräsart som beskrevs av George Valentine Nash. Isachne angustifolia ingår i släktet Isachne och familjen gräs. Inga underarter finns listade i Catalogue of Life.